# 藪地島
藪地島（やぶちじま）は、沖縄県うるま市に属する無人島である。

## 地理
勝連半島の東側にあり、沖縄本島とは藪地大橋で結ばれている。面積は0.62平方キロメートル。約300年前までは有人であった。現在、島の一部は農地で、本島の住民が農業に従事している。島内はハブが多いことで有名で、島南岸にはカサノリ（海藻の一種）が密集して生息している。

## 名所

### ジャネー洞（ジャネーガマ）
島の南東部に位置し、6,000年から7,000年前と思われる沖縄県最古の土器が発見された住居跡。ヤブチ洞窟遺跡とも呼ばれ、地元住民から祖先発祥の地として信仰を集めている。また、文化財への登録に向けて検討している。

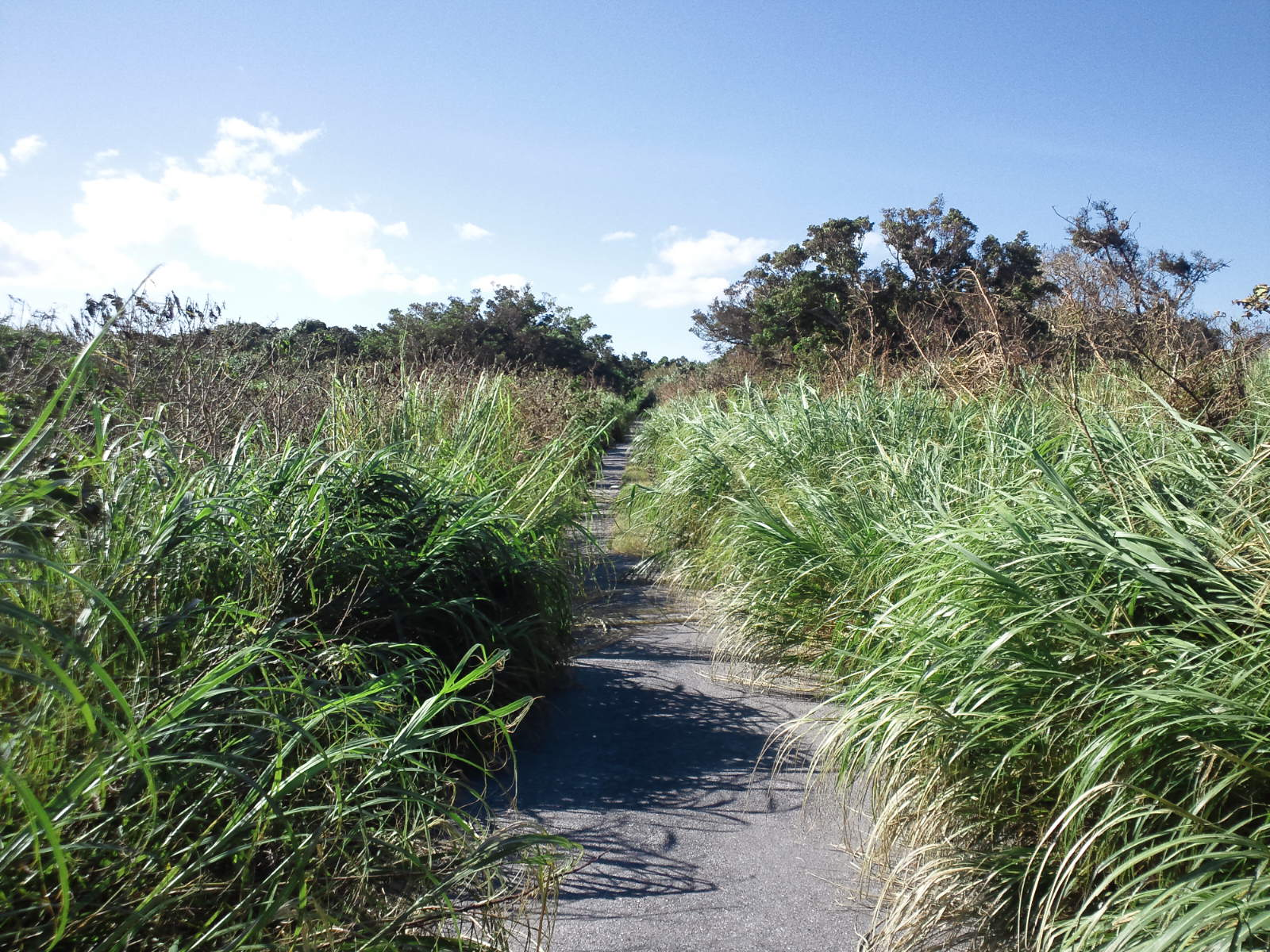
ジャネー洞に続く道
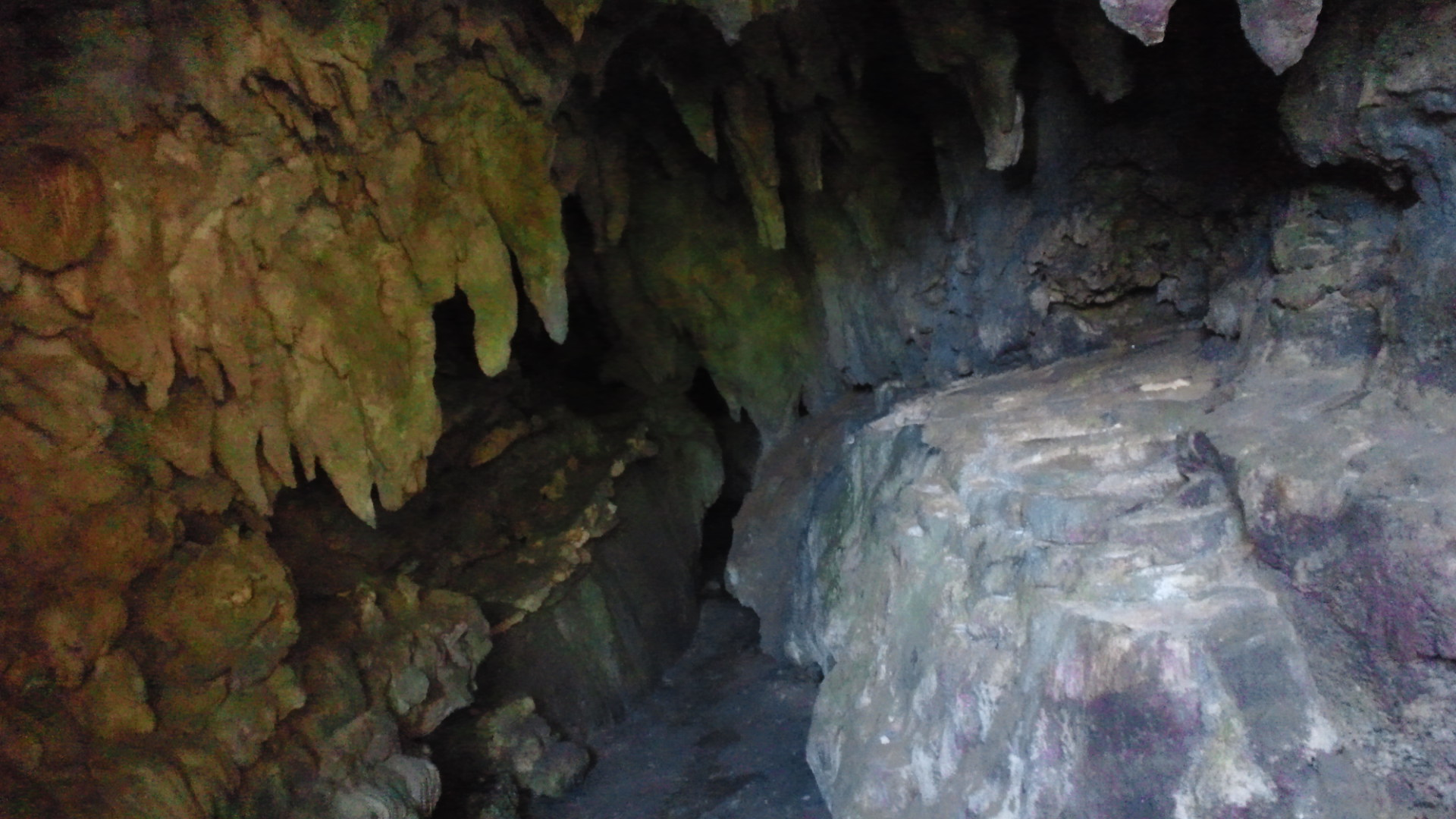
ジャネー洞の入口からの写真
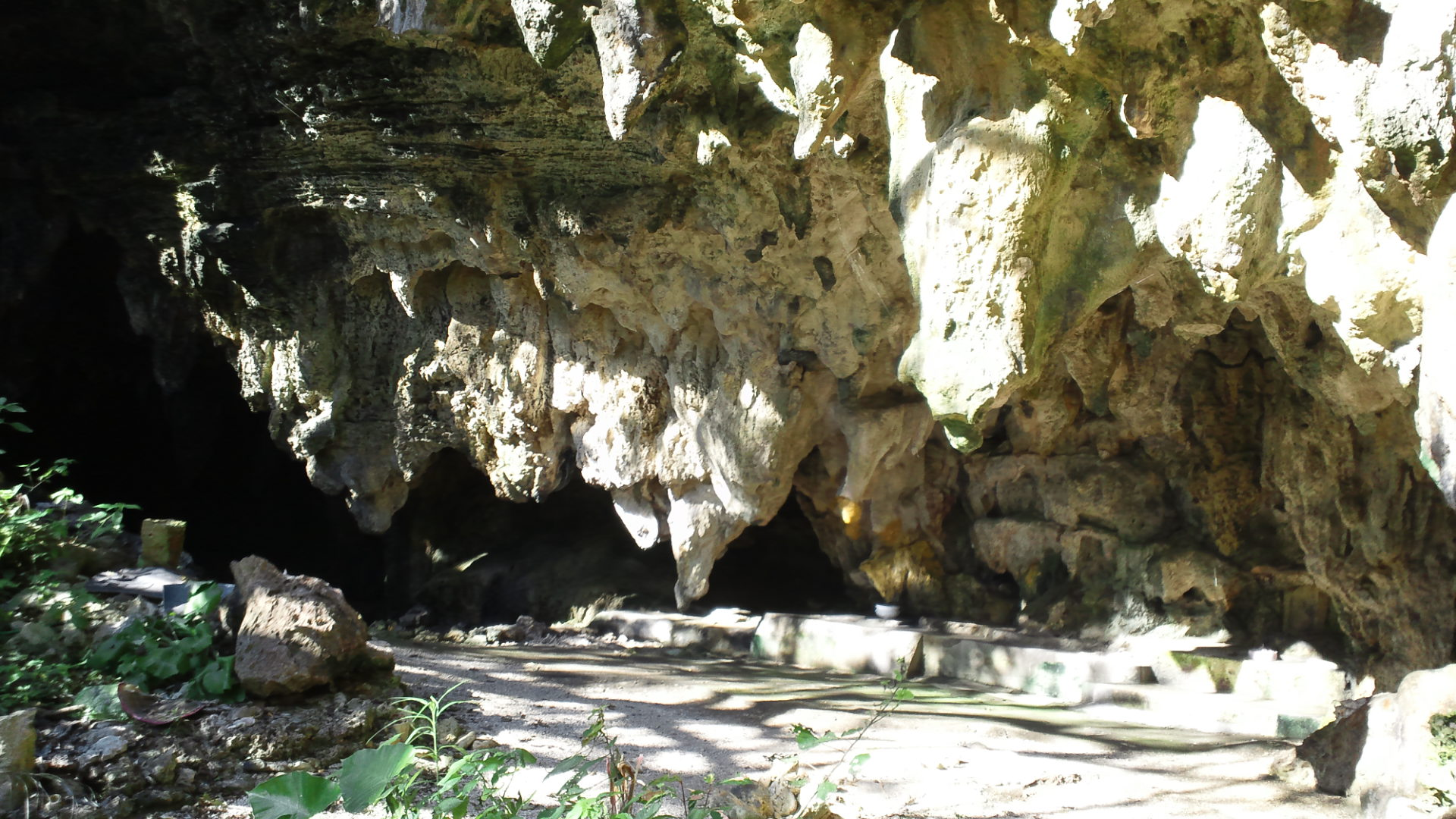
ジャネー洞の外からの写真

## 交通
- 藪地大橋 - 1985年に沖縄本島と結ばれた。